# プレミアム商品券
プレミアム商品券（プレミアムしょうひんけん）とは、2015年に日本国内で流通した商品券の一種である。

## 概要
日本全国の市区町村が発行し、通常の商品券との額面の差額の財源を日本国政府が補助した。
還元率や販売時期等は市区町村の判断に委ねられていた。